# 前篩骨動脈
前篩骨動脈（ぜんしこつどうみゃく）は、頭頸部の動脈の一つ。

## 経路
眼動脈の枝の一つで、鼻毛様体神経とともに前篩骨孔を通り、前篩骨蜂巣、中篩骨蜂巣、前頭洞、鼻腔外壁前上方に栄養を供給する。

## 枝
頭蓋に入ったところで、下記の枝を持つ。
- 前硬膜枝（前硬膜動脈とも。）:硬膜へと向かう。
- 前鼻枝:鶏冠側面の開口部より鼻腔へとむかい、鼻骨内面の溝を走行し、鼻腔の外側前鼻枝と前鼻中隔枝へと枝を伸ばし、終枝は鼻骨と外側鼻軟骨の間を通り、鼻背へと向かう。